# كرنب بحري
الكُرْنُب البحري أو كرنب بري (الاسم العلمي: Crambe maritima) نوع نباتي يتبع جنس الكرنب من الفصيلة الكرنبية.

## البيئة والانتشار
موطنه بلاد الشام وكثير من مناطق أوروبا.

## مرادفات للاسم العلمي
- (باللاتينية: Cakile pontica Prokudin)
- (باللاتينية: Cochlearia maritima (L.) Crantz)
- (باللاتينية: Crambe gigantea Kit. ex Janka [Invalid])
- (باللاتينية: Crambe pontica Steven ex Rupr. [Invalid])
- (باللاتينية: Crambe suecia Mill.)
- (باللاتينية: Crambe suecica see Mueller, Johann Sebastian)
- (باللاتينية: Crucifera maritima (L.) E.H.L.Krause)